# 阿尔韦托·加尔松
阿尔韦托·卡洛斯·加尔松·埃斯皮诺萨（西班牙語：Alberto Carlos Garzón Espinosa；1985年10月9日—），西班牙马克思主义经济学家、政治人物。他是西班牙共产党和联合左翼的成员。2015年，他被联合左翼推举为首相候选人，率领联合左翼参加2015年西班牙大选。2016年—2023年，任联合左翼联邦协调员。
目前，他是西班牙众议院议员。2020年1月13日，加入联合政府，任消費者事務大臣。

## 生平
1985年生于洛格罗尼奥。3年后因父亲工作原因搬至塞维利亚省马尔切纳。1994年又搬至马拉加省林孔德拉维克托里亚。18岁时加入绿色联合左翼－为了安达卢西亚呼声。先后就读于马拉加大学经济学专业和马德里康普顿斯大学经济和商业科学系，在校期间经常参加学生运动。2004年至2008年担任批判经济学学生联合会主席，认为当时经济学教育体制缺少创新性。2011年积极参加15-M運動。2011年12月，当选西班牙众议院议员。2015年，他被联合左翼推举为首相候选人，率领联合左翼参加2015年西班牙大选。2016年6月，就任联合左翼联邦协调员。2020年1月，就任第二次桑切斯内阁消费大臣。